# Tjekkiet ved sommer-OL 2024
Tjekkiet deltog i sommer-OL 2024 i Paris, Frankrig, fra den 26. juli til den 11. august 2024.
Udøvere for Tjekkiet vandt totalt fem medaljer.

## Medaljer
| 2024 Paris | Guld | Sølv | Bronze | Total |
| Tjekkiet   | 3    | 0    | 2      | 5     |

### Medaljevinderne
| Tjekkiet under sommer-OL 2024 i Paris | Tjekkiet under sommer-OL 2024 i Paris           | Tjekkiet under sommer-OL 2024 i Paris | Tjekkiet under sommer-OL 2024 i Paris | Tjekkiet under sommer-OL 2024 i Paris |
| Medalje                               | Navn                                            | Sport                                 | Event                                 | Dato                                  |
| ------------------------------------- | ----------------------------------------------- | ------------------------------------- | ------------------------------------- | ------------------------------------- |
| Guld                                  | Kateřina Siniaková Tomáš Macháč                 | Tennis                                | Mixed Double                          | 2. august                             |
| Guld                                  | Martin Fuksa                                    | Kano og kajak                         | Men's C1 1000 m                       | 9. august                             |
| Guld                                  | Josef Dostál                                    | Kano og kajak                         | Men's K1 1000 m                       | 10. august                            |
| Bronze                                | Jiří Beran Jakub Jurka Martin Rubeš Michal Čupr | Fægtning                              | Mændenes kårde for hold               | 2. august                             |
| Bronze                                | Nikola Ogrodníková                              | Atletik                               | Damernes spydskast                    | 10. august                            |